# Набережная улица (Тамбов)
На́бережная у́лица — одна из самых красивых улиц Тамбова, является «визитной карточкой» города. Находится на левом берегу реки Цны.
В 2022 году объявили, что на реконструкцию коллектора на набережной Тамбова направят более 664 млн рублей.

## Описание
Длина улицы: 2635 м. Эта улица двухуровневая, первый уровень непосредственно вблизи самой реки Цны, второй выше на пару метров.
Рядом с Набережной улицей есть несколько фонтанов, замечательных в архитектурном плане строения, Казанский собор, Спасо-Преображенский кафедральный собор. На Набережной находится известный дом бывшего фабриканта М. В. Асеева. Также есть «мост влюблённых» (где замки вешают жених и невеста). Обилие фонарей, изогнутых лестниц, террас и смотровых площадок.
Возле набережной реки Цны есть множество памятников: С. В. Рахманинову, Русскому мужику, памятный знак антибольшевистскому восстанию под руководством Александра Антонова.

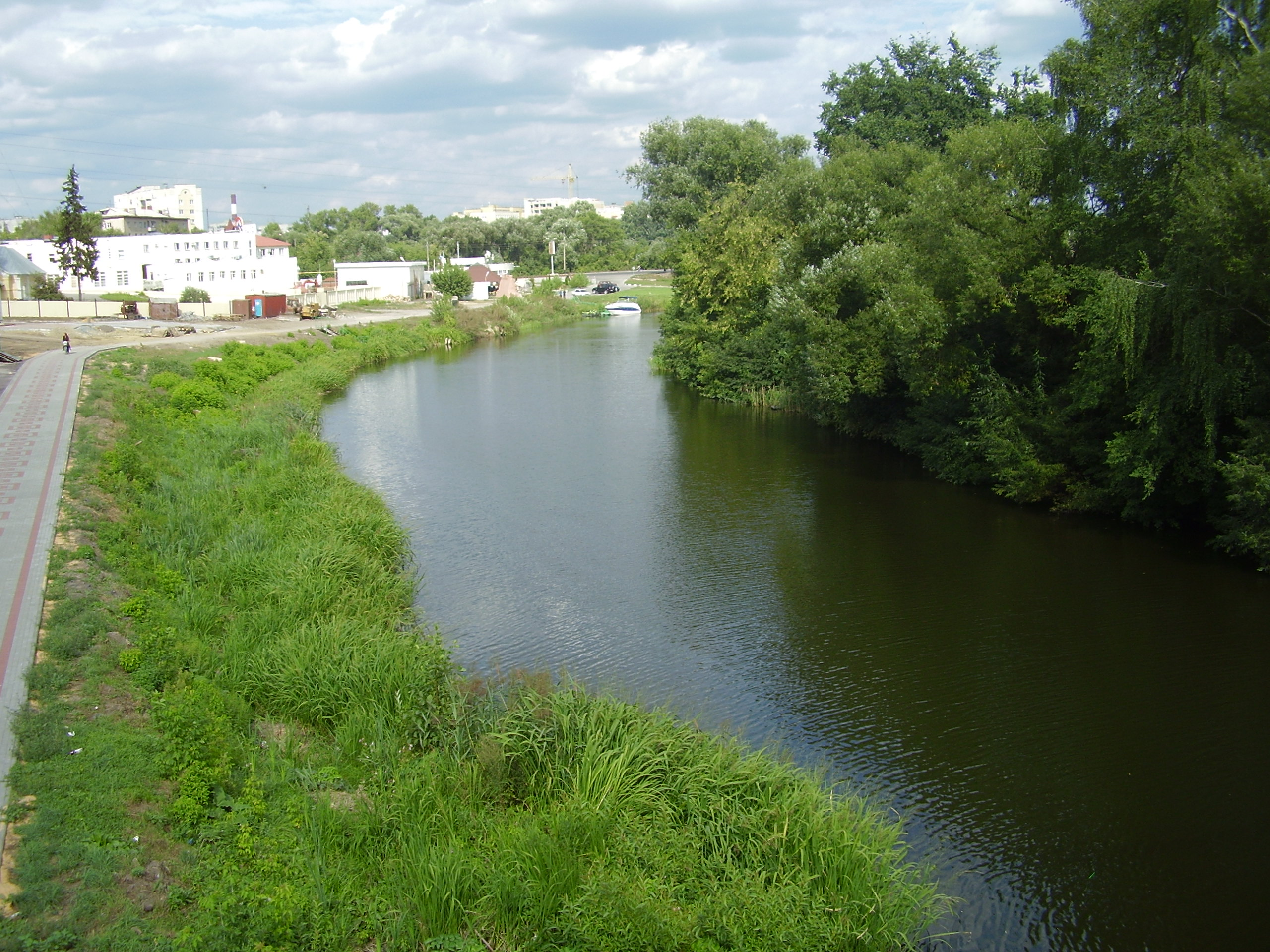
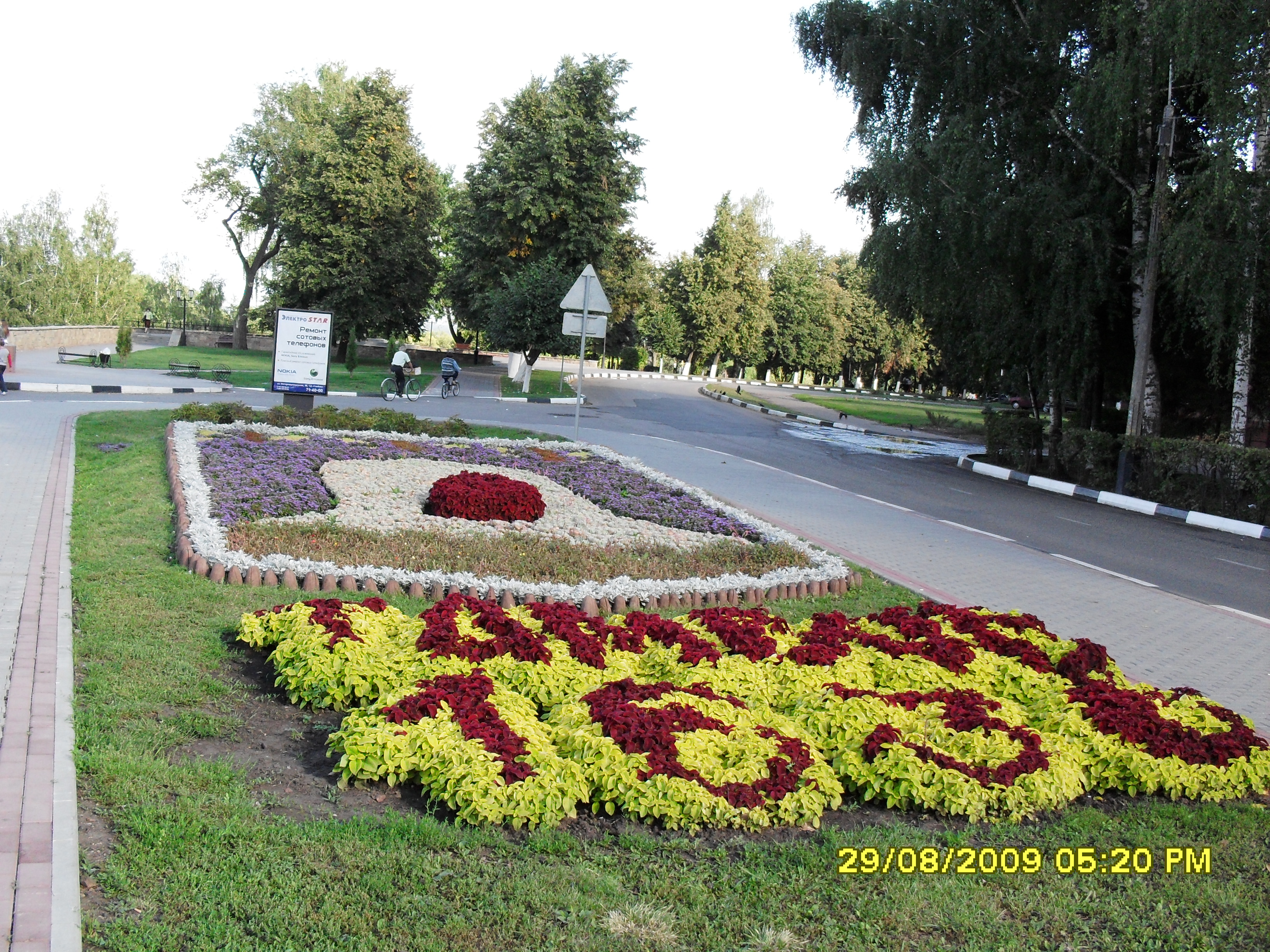
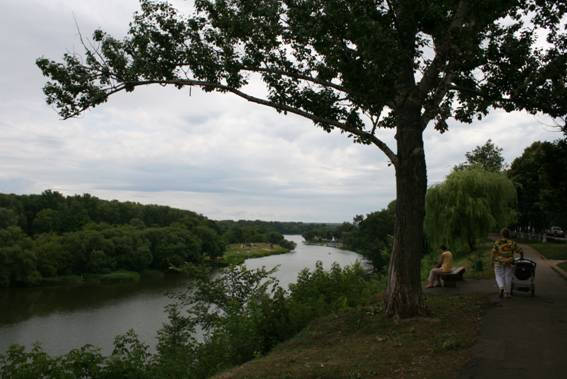
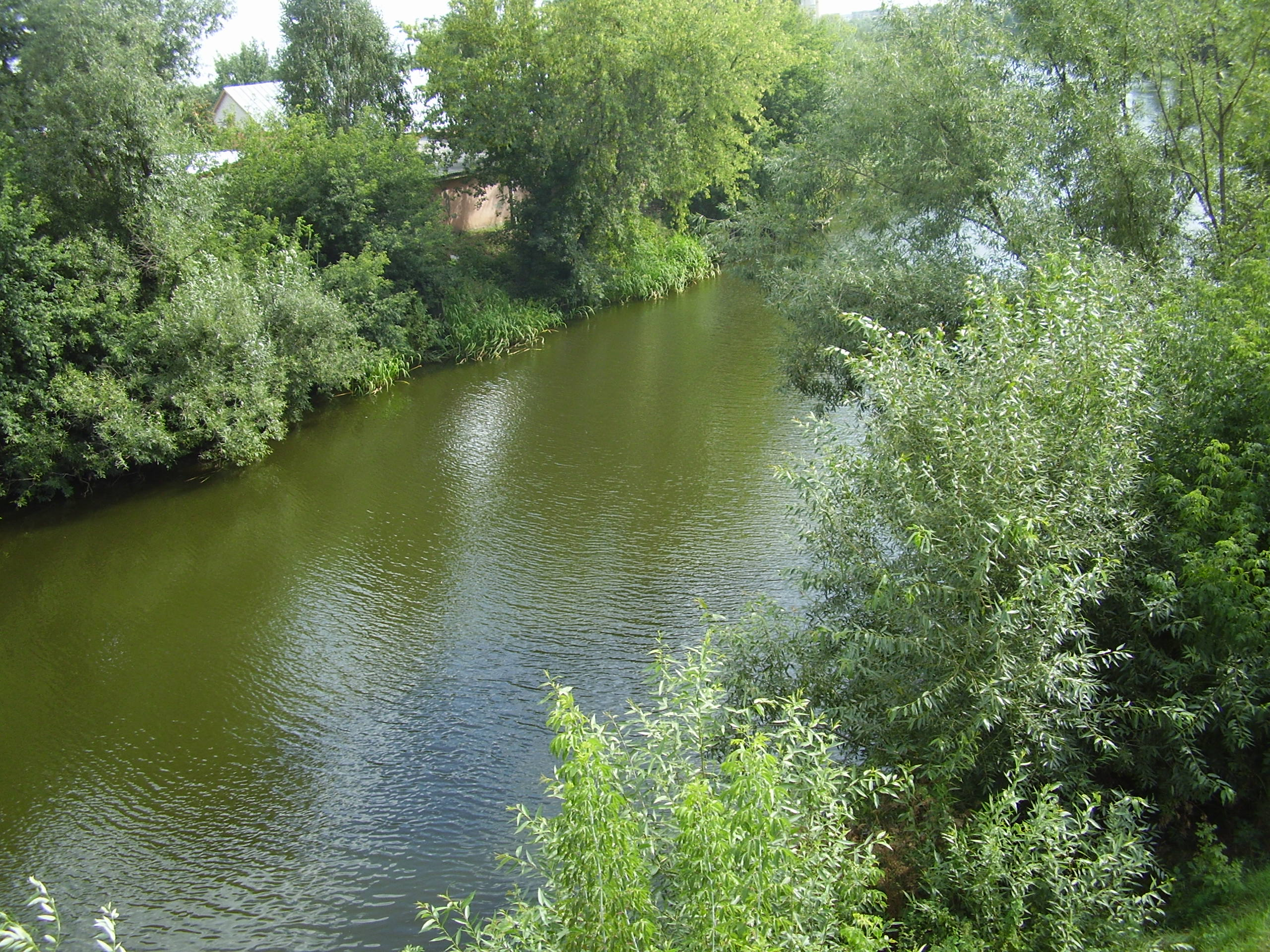